# アンドレ・シュミット
アンドレ・シュミット （英語: Andre H. Schmid、1963年 - ） は、カナダの朝鮮史学者。

## 経歴
トロント大学で学び、ニューヨークのコロンビア大学で東アジア言語文化の博士号を取得した。
トロント大学の東アジア研究学科の学科長を務めている。

## 受賞・栄典
- 2004年：アジア研究協会・ジョン・ホイットニー・ホール・ブック賞[2]

## 著作
著書
- Constructing Independence: Nation and Identity in Korea, 1895-1910 （1996年）
- Nation Work: Asian Elites and National Identities （2000年）
- Korea between Empires, 1895-1919 （2002年） 
  - 邦訳『帝国のはざまで』糟谷憲一・並木真人・林雄介・月脚達彦共訳、名古屋大学出版会 2007[3]